# Добринский сельсовет (Липецкая область)
Добринский сельсовет — сельское поселение в Добринском районе Липецкой области Российской Федерации.
Административный центр — посёлок Добринка.

## История
Статус и границы сельского поселения установлены Законом Липецкой области от 23 сентября 2004 года № 126-ОЗ «Об установлении границ муниципальных образований Липецкой области»
Законом Липецкой области от 13 мая 2014 года № 281-ОЗ сельские поселения Добринский и Сафоновский сельсоветы объединены с 12 мая 2014 года в сельское поселение Добринский сельсовет.

## Население
| 2010  | 2012  | 2013  | 2014  | 2015    | 2016    | 2017  |
| ----- | ----- | ----- | ----- | ------- | ------- | ----- |
| 9795  | ↘9683 | ↘9667 | ↗9698 | ↗10 132 | ↘10 046 | ↘9915 |
| 2018  | 2021  |       |       |         |         |       |
| ↘9716 | ↗9739 |       |       |         |         |       |

## Состав сельского поселения
| №  | Населённый пункт | Тип населённого пункта          | Население |
| -- | ---------------- | ------------------------------- | --------- |
| 1  | Брянский         | посёлок                         | 13        |
| 2  | Воскресеновка    | деревня                         | 79        |
| 3  | Добринка         | посёлок, административный центр | ↘8965     |
| 4  | Киньшино         | деревня                         | 103       |
| 5  | Кооператор       | посёлок                         | 393       |
| 6  | Наливкино        | деревня                         | 96        |
| 7  | Никанорово       | деревня                         | 12        |
| 8  | Сафоново         | село                            | 11        |
| 9  | Скучаи           | деревня                         | 0         |
| 10 | Федоровка        | деревня                         | 144       |